# Ribulosephosphat-3-Epimerase
Ribulosephosphat-3-Epimerase (RPE) ist das Enzym, das die Umwandlung von Ribulose-5-phosphat in Xylulose-5-phosphat katalysiert. Diese Reaktion ist ein Teilschritt im Pentosephosphatweg in allen Lebewesen, und bei der Kohlenstoffdioxid-Assimilation in Pflanzen.

## Katalysiertes Reaktionsgleichgewicht
{\displaystyle \rightleftharpoons }  
Ribulose-5-phosphat wird zu Xylulose-5-phosphat umgelagert und umgekehrt. Weitere Substrate sind D-Erythrose-, D-Erythrulose- und D-Threose-4-phosphat.